# ロゼ (BLACKPINK)
ロゼ（朝: 로제、英: ROSÉ、1997年2月11日 - ）は、ニュージーランドと韓国の歌手、ファッションモデル。ガールズグループBLACKPINKのメインボーカル、MBE。THE BLACK LABEL所属。元YGエンターテインメント所属。本名:英語名はロザンヌ・パーク（英: Roseanne Park）、韓国名はパク・チェヨン（漢: 朴彩英、朝: 박채영）。

## 来歴
1997年2月11日、ニュージーランドのオークランドに生まれる。2004年、7歳の時に、オーストラリアのメルボルンへ移住した。
2012年、オーストラリアのシドニーで行われたYGエンターテインメントのオーディションに参加し、練習生となった。練習生時代には、G-DRAGONの楽曲「Without You」に客演で参加した。
2016年8月8日、4年間の練習生期間を経て、4人組女性アイドルグループ「BLACKPINK」のメンバーとしてデビュー。
2021年3月12日、シングルアルバム『R』で、ジェニーに続くメンバーで二人目のソロデビューを果たした。
2021年9月13日、アメリカのニューヨークで開催されたファッションイベント『メットガラ』に、K-POP女性アーティストとして初めて出席。
2023年12月、BLACKPINKはYG エンターテインメントとグループ活動に関する再契約を締結した。ただし、個別活動についてはそれぞれの事務所で行っていくことを発表した。2024年6月18日、プロデューサーのTEDDYが代表を務めるTHE BLACK LABELに移籍した。
2024年9月24日、ワーナー・ミュージック・グループ傘下のレーベル・アトランティック・レコードとの契約締結を発表。
2024年10月18日、1stフルアルバムの発売に先立ち、ブルーノ・マーズとコラボした先行公開シングル「APT.」をリリース。12月6日、1stフルアルバム『ロージー (rosié)』をリリース。

## 人物
身長168cm、血液型はB型。韓国とニュージーランドの二重国籍者であり、オーストラリア永住権を保有している。
ファンからは親しみを込めて、「ローズ」、「パスタ」、「タンラムジ」などと呼ばれている。
BLACKPINKではメインボーカルとリードダンサーを担当していて、歌唱力に定評がある。また、YGの練習期間はグループ内最短であり（4年2ヶ月）、YGエンターテインメントの最終兵器という異名をもつ。
ギターとピアノを演奏することができ、弾き語りなども自身のYouTubeアカウントにて公開している。
KPOPアイドルの日本活動の際ともに活動することが多いことでファンにも親しまれている古家正亨から「今まで一緒に仕事をしてきた中で1番性格が良い」と言われたことがある。
元Girl's Dayのヘリ、 ウェンディ、 ジョイ、 チェヨンと仲が良く、特にウェンディとはYGのオーディションからの付き合いであり、共通点も多く、事務所に入社した時期、ソロデビューした年、ポジション(メインボーカル)、英語堪能 (ウェンディはカナダ、ロゼはオーストラリア)、楽器演奏 (ピアノ、ギター)が得意、家族構成、お互い2月生まれと何かと多いことからメンバー、ファンから2TOP、ゴールデンコンビ、ベストコンビとも言われている。
ファッションアイコンとしても高い注目を集め、Yves Saint Laurent、5252 BYO IOI、OIOI COLLECTION、Tiffany & Co.、Sulwhasoo（雪秀花） byアモーレパシフィックのグローバルアンバサダーを務めている。
インスタグラムのフォロワー数8250万人、YouTube登録者数1550万人、TikTokフォロワー数5000万人。
2020年から保護犬のハンク（英: Hank、朝: 행크）を飼っており、ハンクの近況を伝えるためのInstagramアカウントを開設している。

## 出演

### 広告
- KISSME（2018年 - ）[13]
- Yves Saint Laurent（2021年 - ）[8]
- 5252 BYO IOI by FINDFORM（2021年 - ） [9]
- OIOI COLLECTION by FINDFORM（2021年 - ） [9]
- Tiffany & Co.（2021年 - ）[10]
- Sulwhasoo（雪秀花） byアモーレパシフィック（2022年 - ）[11]

## ディスコグラフィ

### シングルアルバム
| No.                             | 発売日                          | タイトル                        | 収録曲                                                                                           | 順位                            | 売上枚数                        |
| YGエンターテインメント レーベル | YGエンターテインメント レーベル | YGエンターテインメント レーベル | YGエンターテインメント レーベル                                                                  | YGエンターテインメント レーベル | YGエンターテインメント レーベル |
| ------------------------------- | ------------------------------- | ------------------------------- | ------------------------------------------------------------------------------------------------ | ------------------------------- | ------------------------------- |
| 1                               | 2021年3月12日                   | R                               | 収録曲 1. On The Ground 2. Gone 3. On The Ground (Inst.) ※CDのみ収録 4. Gone (Inst.) ※CDのみ収録 | 2位                             | 785,007枚                       |

### デジタルシングル
| No. | 配信日         | タイトル        | 規格     | 収録アルバム |
| --- | -------------- | --------------- | -------- | ------------ |
| 1   | 2024年10月18日 | APT.            | 音楽配信 | ロージー     |
| 2   | 2024年11月22日 | number one girl | 音楽配信 | ロージー     |

### アルバム
| No. | 発売日        | タイトル | 収録曲 | 順位 | 売上枚数 |
| --- | ------------- | -------- | --- | ---- | -------- |
| 1   | 2024年12月6日 | ロージー | 収録曲 1. number one girl 2. 3am 3. two years 4. toxic till the end 5. drinks or coffee 6. APT. 7. gameboy 8. stay a little longer 9. not the same 10. call it the end 11. too bad for us 12. dance all night | TBA  | TBA      |

### ミュージックビデオ
| 公開日         | タイトル                   | リンク |
| -------------- | -------------------------- | ------ |
| 2021年3月12日  | On The Ground              | ▶      |
| 2021年4月5日   | Gone                       | ▶      |
| 2024年10月18日 | APT.                       | ▶      |
| 2024年11月22日 | number one girl            | ▶      |
| 2024年12月6日  | toxic till the end         | ▶      |
| 2025年5月9日   | Messy (From F1® The Movie) | ▶      |